# ダイアリー (河合奈保子のアルバム)
『ダイアリー』は、河合奈保子が1981年8月10日にリリースした3枚目のオリジナル・アルバムである。(LP: AF-7065)

## 解説
- ピクチャーレーベル仕様である。
- ジャケット帯に印刷されているキャッチコピーは「二年目の夏 - 白いページにあなたへの愛を、ささやきを綴っています。・・・・・奈保子」
- ジャケットの写真は、近代映画の提供であった。
- 当アルバム収録の「スマイル・フォー・ミー」、「セレネッラ」は、シングル盤とは別バージョンである。
- カセットテープ(CAR-1062)には、SIDE1の冒頭およびSIDE2の末尾に奈保子の肉声によるポエムが収録されており、「カラーフォト・カード ポケットサイズ」が7枚ついている。
- のちにオリジナルアルバムボックス『NAOKO PREMIUM』で再発売された紙ジャケットのCDはカセットテープ版の内容をもとに構成されている。
- 作曲・編曲を佐藤 準、後藤次利、 大村雅朗、川口 真、船山基紀らが手掛け、一流スタジオ・ミュージシャンたちが多数参加。2021年11月24日発売のSACDハイブリッド版では、冒頭とラストにはカセット・テープ版に収録されていた河合奈保子本人によるナレーションを収録。ボーナス・トラックとして「スマイル・フォー・ミー」「セレネッラ」のシングル・バージョンを追加。[1]

## 収録曲
SIDE A
1. 夢見るDiary
作詞：伊藤アキラ／作曲・編曲：川口真
2. 別世界
作詞：竜真知子／作曲・編曲：佐藤準
3. イライラMonday
作詞：伊藤アキラ／作曲・編曲：川口真
4. 湖サンセット
作詞：伊藤アキラ／作曲・編曲：佐藤準
5. セレネッラ
作詞：櫛田露孤・伊藤アキラ／作曲：川口真／編曲：船山基紀

SIDE B
1. 少しだけNon Non
作詞：小林和子／作曲：馬飼野康二／編曲：船山基紀
2. Friday's Child
作詞：小林和子／作曲：川口真／編曲：船山基紀
3. ラブリー・ラブリー
作詞：竜真知子／作曲：水谷公生／編曲：後藤次利
4. 危険なサマー・タイム
作詞：湯川れい子／作曲：馬飼野康二／編曲：後藤次利
5. スマイル・フォー・ミー
作詞：竜真知子／作曲：馬飼野康二／編曲：大村雅朗

SACDハイブリッド追加収録曲
1. スマイル・フォー・ミー（シングル・ヴァージョン）
作詩:竜 真知子／作曲:馬飼野康二／編曲:大村雅朗
2. セレネッラ (シングル・ヴァージョン)
作詩:伊藤アキラ 櫛田露孤／作曲:川口 真／編曲:船山基紀